# 30. U-Flottille
Die 30. Unterseebootsflottille war ein Verband der Kriegsmarine im Zweiten Weltkrieg. Sie gehörte zu den Frontflottillen der U-Bootwaffe und bestand aus sechs U-Booten.

## Geschichte
Im Ersten Weltkrieg hatte die verbündete Türkei deutschen Booten aus dem Mittelmeer Zugang durch Dardanellen und Bosporus ermöglicht, so dass auch eine U-Flottille bzw. U-Halbflottille in Konstantinopel stationiert werden konnte. Diese machte unter anderem durch die Versenkung des russischen Lazarettschiffs Portugal Schlagzeilen. 
Im Verlauf des Krieges gegen die Sowjetunion im Jahr 1941 ergab sich erneut ein Bedarf für die Präsenz der Kriegsmarine im Schwarzen Meer, wobei allerdings die im Zweiten Weltkrieg neutrale Türkei den Seeweg gemäß Vertrag von Montreux (Meerengen-Abkommen) von 1936 nicht freigab. Deswegen sollten einige U-Boote aus Ostsee und der Nordsee über Elbe und per Landtransport zur Donau und in den rund 2500 km entfernten Schwarzmeerhafen von Konstanza (Constanța) im verbündeten Rumänien gebracht werden.
Dazu wurde die 30. Flottille im Oktober 1941 aufgestellt. Es wurden sechs Küsten-U-Boote des Typs II B ausgewählt, die zu dem Zeitpunkt meist nur noch als Schulboote in der Ostsee eingesetzt waren. Diese hatten eine Verdrängung von 414 Tonnen, eine Länge von insgesamt 42,7 m, eine Breite von 4,08 m mit einem Druckkörper von 28,2 m Länge und 4 m Breite.
Nach der Überführung von Gotenhafen, Pillau und Memel nach Kiel wurden die Boote ab Mai 1942 bei den Deutschen Werken außer Dienst gestellt und aus Gewichtsgründen sowie technischen Anpassungen um rund 140 t geleichtert. Den großen Druckkörper drehte man aus transport-technischen Gründen dabei um 90°.
Nur für den Binnenwassertransport durch den Kaiser-Wilhelm-Kanal, auf Elbe und Donau, umschloss man den Druckkörper aus Sicherheitsgründen beim Eindocken in Kiel mit zehn Pontons. Sie waren fest montiert und untereinander verbunden. Der Tiefgang der Boote wurde so gemindert. Die geschleppten Boote erreichten problemlos ihren Zielort.
Die Druckkörper wurden aus der Elbe über die Slipanlage an der Böcklinstraße in Dresden-Mickten ⊙ herausgezogen und dann auf spezielle mehrteilige Trägergruppen, zwei Straßenroller des Typs R40 umgesetzt. Von Wehrmachts-Zugmaschinen, Faun ZR150 und Kaelble Z6W2A130, in Schlepp genommen erreichte der getarnte Schwertransport mit 8 km/h über 300 km auf der Reichsautobahn 4 und der Reichsautobahn 9 die Donau bei Ingolstadt ⊙.
Nach erneuter Montage der Auftriebshilfen folgte das Wassern und die Fortsetzung des Binnenwassertransportes auf der Donau nach Linz bzw. Wien, wo die Boote wieder fahrtüchtig gemacht wurden. In Überwasserfahrt ging es zum rumänischen Binnenhafen von Galatz (Galați), wo die Ausrüstung dann vervollständigt wurde.
U 24 wurde als erstes der sechs deutschen U-Boote am 14. Oktober 1942 wieder in Dienst gestellt, U 23 als letztes am 3. Juni 1943 der 30. U-Flottille in Konstanza (Constanța) überstellt. Die Feindfahrten richteten sich gegen die sowjetische Schwarzmeerflotte, nach offiziellen Angaben wurden insgesamt 26 Schiffe mit 45.426 Bruttoregistertonnen versenkt.
Nachdem Rumänien 1944 die Seite gewechselt hatte, fiel der Basishafen weg. Die dort liegenden Boote U 9, U 18 und U 24 wurden beschädigt oder in Hafennähe selbst versenkt, wobei allerdings den sowjetischen Truppen später eine Bergung gelang. Für die verbliebenen drei Boote war ein Ausweichen ins weiter südlich gelegene Bulgarien nicht mehr möglich, ein Durchbruchversuch ins Mittelmeer (unter Verletzung der Hoheitsrechte der neutralen Türkei) wurde von Dönitz untersagt. Die Flottille wurde im September 1944 aufgelöst, eine Einigung über einen Verkauf an die Türkei kam nicht zustande. Die Boote mussten sich an der türkischen Küste selbst versenken, die Besatzungen wurden in Beyşehir interniert, gaben aber die Lage der Wracks nicht preis.

## Flottillenchefs
- Kapitänleutnant Helmut Rosenbaum: Oktober 1942 – April 1944
- Kapitänleutnant Clemens Schöler: Mai 1944 – Juli 1944
- Kapitänleutnant Klaus Petersen: Juli 1944 – Oktober 1944

## Boote
| Nummer | Verbleib         |
| ------ | ---------------- |
| U 9    | selbstversenkt ⊙ |
| U 18   | selbstversenkt ⊙ |
| U 19   | selbstversenkt ⊙ |
| U 20   | selbstversenkt ⊙ |
| U 23   | selbstversenkt ⊙ |
| U 24   | selbstversenkt ⊙ |